# 二十歳の火遊び
『二十歳の火遊び』（はたちのひあそび、Parrish）は、1961年のアメリカ合衆国のドラマ映画。ミルドレッド・サベージによる1958年の同名小説を原作としている。監督、製作、脚本はデルマー・デイヴィス。主演はトロイ・ドナヒューとクローデット・コルベール。テクニカラー作品。

## キャスト
※括弧内は日本語吹替（初回放送1970年6月28日『日曜洋画劇場』）
- パリッシュ・マクレーン：トロイ・ドナヒュー（野沢那智）
- エレン・マクレーン：クローデット・コルベール（富永美沙子）
- ジャッド・レイク：カール・マルデン（島宇志夫）
- サラ・ポスト：ディーン・ジャガー
- ルーシー：コニー・スティーブンス（増山江威子）
- アリソン・ポスト：ダイアン・マクベイン（武藤礼子）
- ペイジ・レイク：シャロン・ヒューゲニー
- ティート・ハウィー：ダブ・テイラー
- エドガー・レイク：ハンプトン・ファンチャー
- ウィレイ・レイク：デビッド・ナップ
- エヴァリン・レイク：サンドラ・エドワーズ
- アイリーン：シルビア・マイルズ
- ロージー：ビビ・オスターワルド
- アディ：マドリン・シャーウッド
- トム・ウェルダン：ヘイドン・ローク
- 消防士：キャロル・オコナー

## スタッフ
- 監督・製作・脚本：デルマー・デイヴィス
- 撮影：ハリー・ストラドリング
- 美術：レオ・K・キューター
- 衣装：ハワード・シャウプ
- 音楽：マックス・スタイナー